# Agenore Fabbri
Pour les articles homonymes, voir Fabbri.
 (juin 2016).
Agenore Fabbri (né le 20 mai 1911 à Quarrata et mort le 7 novembre 1998  à Savone) est un Peintre, lithographe et sculpteur italien du XXe siècle.

## Biographie
À l'âge de 12 ans, il s’inscrit à l’école des Arts et Métier de Pistoia et ensuite à l’Académie des beaux-arts de Florence où il fréquente, aussi, le Caffè Le Giubbe Rosse (café Les Chemises rouges), point de rencontre des poètes hermétiques comme Eugenio Montale, Carlo Bo, et autres. Ici, il entre en contact avec le peintre Ottone Rosai et le poète Mario Luzi. En 1930, il commence à modeler et cuire la terre et cinq ans après il va vivre à Albisola (Savone), la petite ville de la Ligurie ou son premier rôle sera d’ouvrier modéliste auprès de la manufacture des céramiques La Fiamma (la Flamme) il continue sa formation et commence un travail sur la figure humaine et animal avec une forte tendance expressionniste, et il est un des premiers à colorer la terre cuite. À Albissola, où dans ces mêmes années travaillent de nombreux membres du second futurisme toujours sous la direction de Filippo Tommaso Marinetti, il ouvre un petit atelier et entre en contact d’abord avec Arturo Martini et ensuite avec Lucio Fontana, avec lequel il aura une amitié qui durera toute la vie.
En 1935, il obtient un discret succès à la Nazionale de Naples et, au début des années 1940, il débute avec ses premières expositions personnelles à Milan, Bergame et Savone mais il doit interrompre sa carrière à cause du service militaire et de la Seconde Guerre mondiale ; il est envoyé en Yougoslavie. À partir du 1946, il s’établit définitivement à Milan, bien que pendant l’été il continue à travailler à Albissola, qui dans les années après la guerre redevient encore une fois un endroit  international en raison de la fréquentation régulière des artistes comme Marino Marini, Giacomo Manzù, Aligi Sassu, certains membres du groupe CoBrA comme Karel Appel, Guillaume Corneille et Asger Jorn, Roberto Matta Echaurren et Wilfredo Lam et puis Giuseppe Capogrossi, Roberto Crippa, Emilio Scanavino, et l’enfant prodige Piero Manzoni. En 1947, il réalise des œuvres en céramique et terre cuite comme Donna del  Popolo  (Femme du peuple, un titre imaginé par Picasso),  Uomo colpito (L’Homme abattu) et La Madre (La Mère), dans la manufacture des céramiques Mazzotti, de propriété de l’artiste et poète futuriste Tullio d’Albissola, avec lequel il organise sa première rencontre avec Picasso à Vallauris.
En 1956, avec Aligi Sassu, Giulio Turcato, Antonietta Raphaël Mafai et autres, invité par le gouvernement, il fait un voyage de trois mois en Chine qui lui donne l’occasion de montrer quelques-unes de ses œuvres à Pékin et d’autres villes. Ensuite, il présente ses premières expositions personnelles aux États-Unis, New York et Philadelphie, et en Europe à Londres, Paris, Stockholm, Rome et Milan et il participe à  plusieurs expositions collectives nationales et internationales de sculpture : les Biennales de Venise de 1952 et de 1960 (pour lesquelles il a une salle personnelle) et à celles de 1959 et de 1964, à de nombreuses éditions de la Quadriennale de Rome et ensuite Anvers, Madrid, Paris, Zurich, Athènes, La Haye, Munich, Londres, New York, Boston, Tokyo, São Paulo, Mexico, Le Caire et Alexandrie en Égypte.[réf. nécessaire]
En 1965, il devient membre de l’Accademia di San Luca, dont il deviendra président en 1998, l’année de son décès. Dans sa carrière il a obtenu diffèrents prix, entre autres Le prix international de la sculpture de Cannes 1955, la cinquième édition  du Premio Spoleto 1957 et ceux de la Triennale de Milan dans laquelle il a gagné la Médaille d’or, le grand prix, et le grand prix de la Céramique.[réf. nécessaire]
Le 4 août 1998, il est hospitalisé à cause d’une hémorragie cérébrale à Savone où il meurt le 7 novembre.

## Œuvre
Son travail est expressionniste avec une influence de la matière plastique populaire qui apparaît dans de nombreuses œuvres de sa Toscane natale. Après la Seconde Guerre mondiale, le travail de Fabbri, également influencé par le passé récent, est canalisée vers une expression dramatique exaspérée. Le sentiment de tragédie ne se limite pas seulement aux êtres humains mais aussi aux animaux représentés dans les combats et bagarres avec des effets tragiques qui vont au-delà de la violence quelque peu explicite.[réf. nécessaire]
Dans les années cinquante et soixante, le bronze et le bois deviennent ses matériaux de prédilection : le premier présente une modélisation convulsive marquée par de profonds sillons dans la figure, le second un travail de rupture des surfaces éclairées par des jeux de polychromie qui représentent la contribution de l’artiste a l’informalisme, les tendances abstraites et gestuelles qui se sont manifestées pendant les mêmes années en Europe, plus particulièrement en France, en Italie, en Catalogne, en Allemagne et au Benelux. Au cours de cette période, il a exécuté de nombreux travaux utilisant le fer, l'étain, le zinc et l'acier.[réf. nécessaire]
Dans la dernière phase de son travail, Fabbri revient à sa matrice expressionniste et puis, à partir de 1981, il découvre la peinture qui va devenir pour lui de plus en plus importante au cours des années suivantes jusqu’à se replier sur une reconstitution de l'expérience informelle précédente, caractérisée par l'utilisation de matériaux de récupération, tels que du sable, des pierres, des textiles, des boîtes, etc.[réf. nécessaire]
Agenore Fabbri est aussi l'auteur de nombreuses œuvres monumentales à Milan (Caccia al Cinghiale, 1964, dans les jardins du palais Sormani (en), siège de la Bibliothèque centrale) Pistoia, Savone (monument à la Résistance à la place des Martyrs de la Liberté) et les grandes céramiques bas-relief Battaglia (Bataille), conservées au musée Manlio Trucco de Albisola et La favola di Orfeo (L’Histoire d’Orphée) dans le Polo Tecnologico Libero Grassi de Quarrata (Toscane).[réf. nécessaire]

Caccia al cinghiale de Agenore Fabbri. Photographies de Paolo Monti
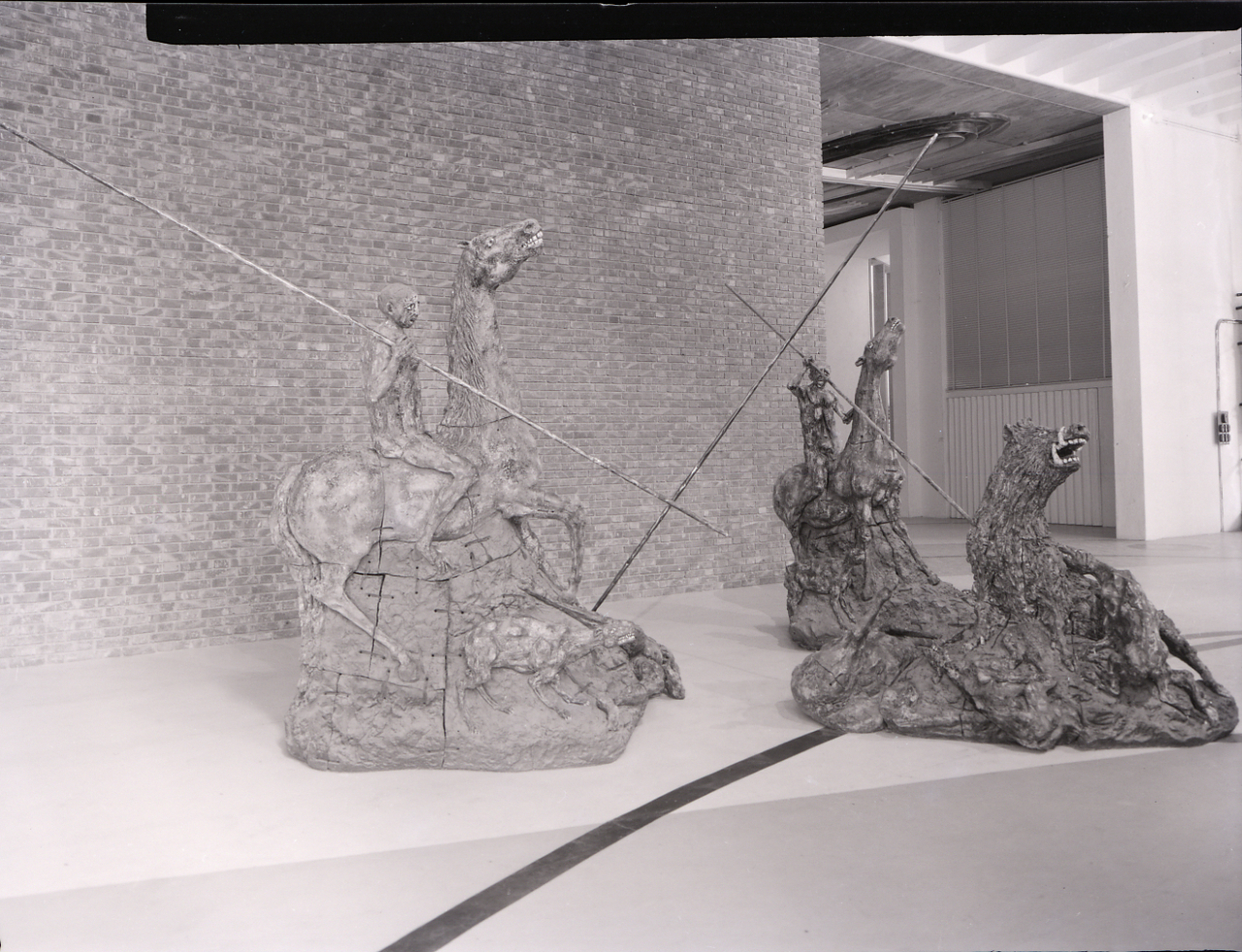
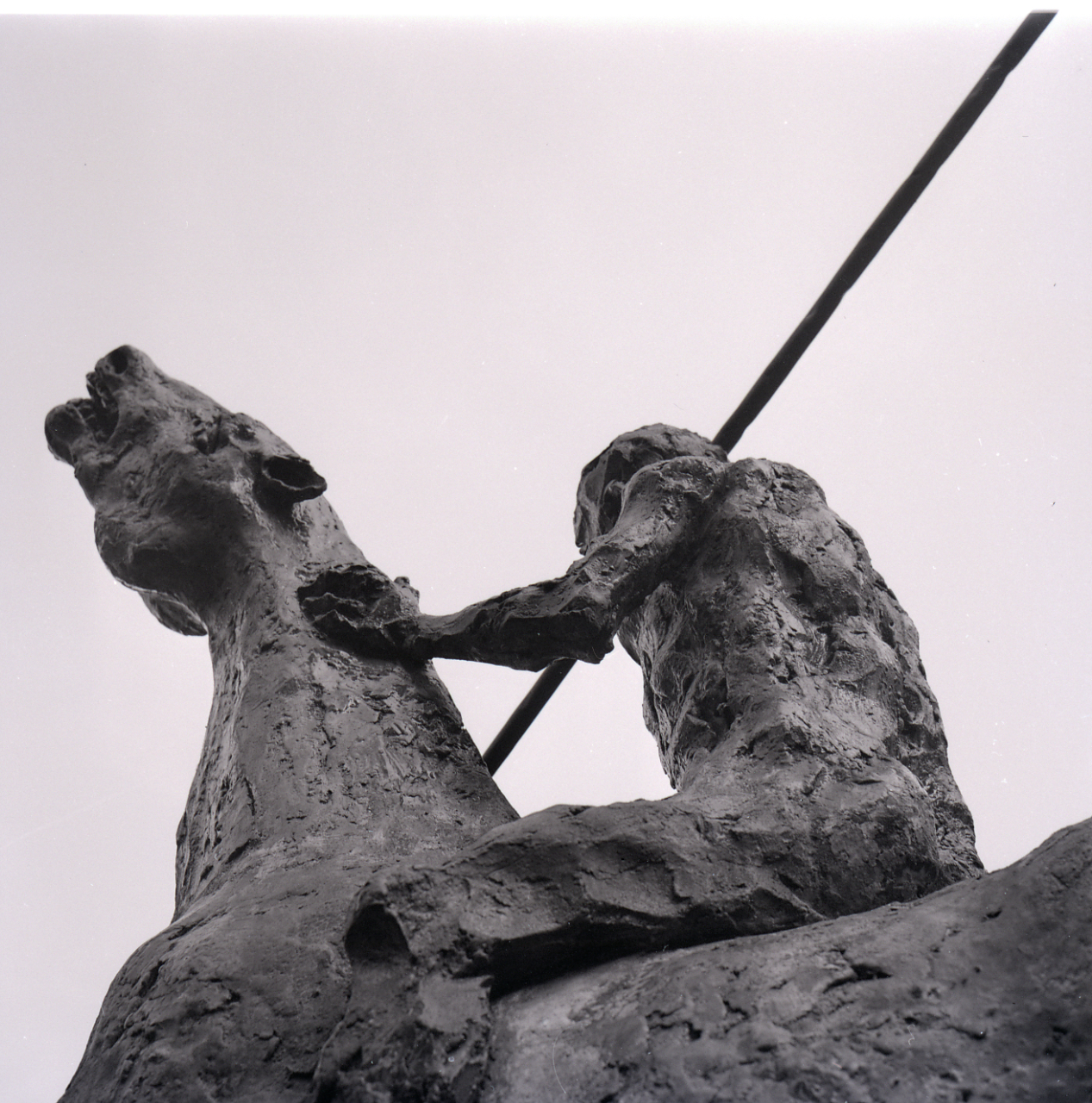
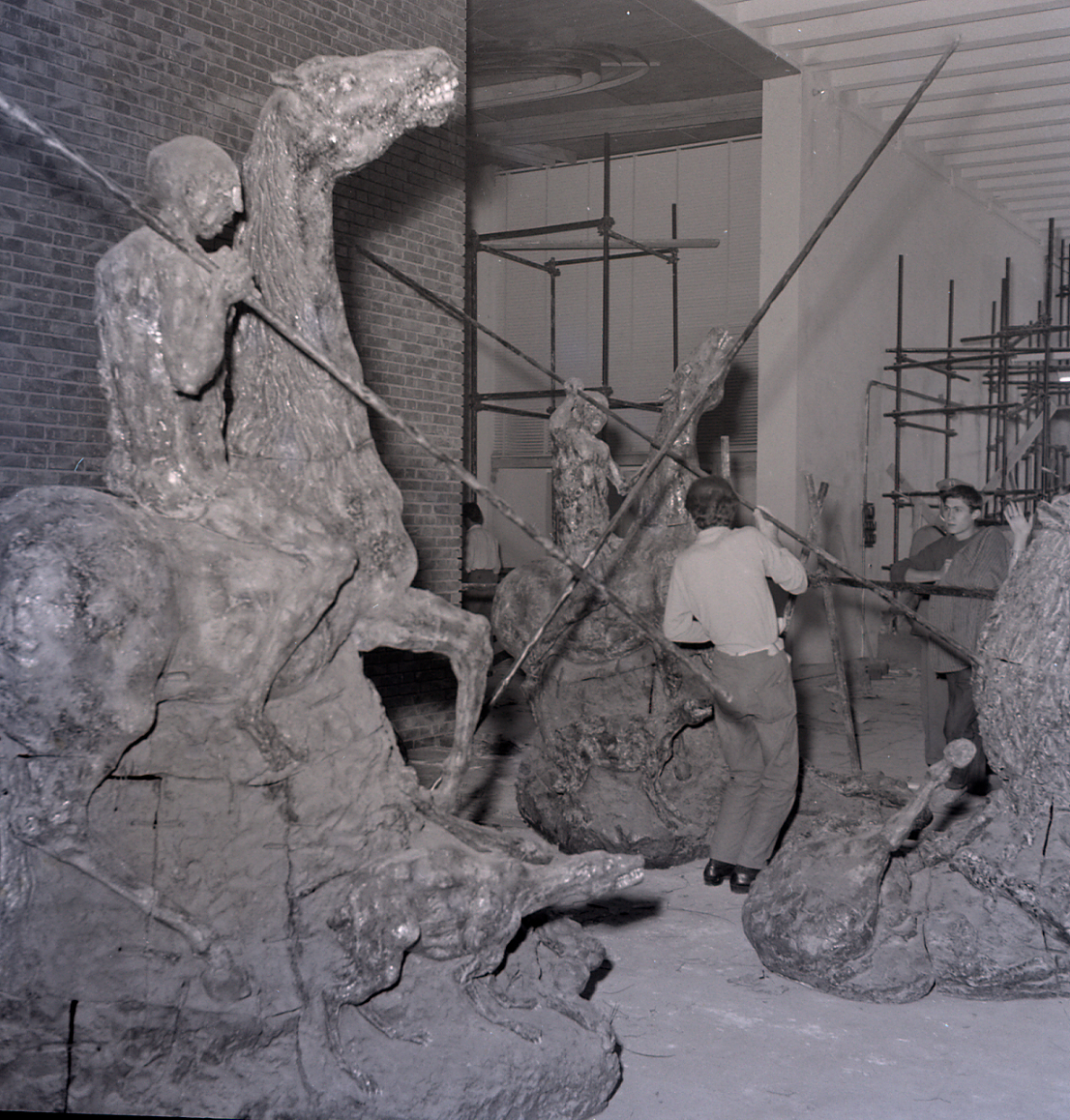